# Flaten
Flaten est une île norvégienne dans le comté de Hordaland. Elle appartient administrativement à Fitjar.

## Géographie
Rocheuse et désertique à l'exception de sa pointe nord couverte d'une légère végétation, à fleur d'eau, elle s'étend sur environ 279 m de longueur pour une largeur approximative de 116 m. 